# Горкуново
Горкуно́во (каз. Горкуново) — село у складі Шемонаїхинського району Східноказахстанської області Казахстану. Входить до складу Вавілонського сільського округу.
Населення — 132 особи (2021; 284 у 2009, 343 у 1999, 365 у 1989).
Національний склад станом на 1989 рік:
- німці — 100 %